# III Brygada Jazdy
III Brygada Jazdy (III BJ) – wielka jednostka jazdy Wojska Polskiego II RP.
Brygada sformowana została w lipcu 1919. W wyprawie kijowskiej 1920 brygada w składzie 2, 5 i 12 pułki ułanów oraz 3 dywizjon artylerii konnej, działała wspólnie z piechotą w kierunku na Żytomierz — Korosteszów — Chwastów, zdobyła Chwastów i weszła do Białej Cerkwi. Dalej uderzała na południe wspólnie z Dywizją Jazdy gen. Karnickiego.
18 kwietnia 1922 roku, po włączeniu w skład Wojska Polskiego formacji zbrojnych Litwy Środkowej, sformowano III BJ w Okręgu Korpusu Nr III
W okresie pokoju stacjonowała w garnizonie Wilno. W 1924 przemianowana została na 3 Samodzielną Brygadę Kawalerii.

## Dowódcy
- gen. ppor. Jan Sawicki
- płk Stefan Strzemieński
- płk Adolf Waraksiewicz
- płk Józef Tokarzewski

## Organizacja pokojowa brygady
W 1923:
- dowództwo III Brygady Jazdy – Wilno
- 4 pułk Ułanów Zaniemeńskich – od stycznia 1921 roku do października 1922 roku w Parafianowie, od października 1922 roku do 30 kwietnia 1927 roku w Podbrodziu, Nowoświęcianach, Berezweczu oraz szwadron zapasowy od 9 sierpnia 1920 roku do połowy 1921 roku w Chojnicach i od połowy 1921 roku do połowy 1923 roku w Wilnie i następnie w Wołkowysku[1]
- 13 pułk Ułanów Wileńskich – 1921–1922 rok w rejonie m. Głębokie, od 1922 roku w Nowowilejce[1]
- 23 pułk Ułanów Grodzieńskich – od jesieni 1921 roku do kwietnia 1927 roku w Wilnie, później w Podbrodziu i od 1935 roku w Postawach[1]
- III dywizjon artylerii konnej – w grudniu 1920 roku w Łucku, w lutym 1921 roku w okolicach Przemyśla, w czerwcu 1922 roku w okolicach Wilna[1]

## Obsada personalna brygady w 1923
- dowódca - płk Józef Tokarzewski
- szef sztabu - rtm. Janusz Korczyński
- I oficer sztabu - por. Romuald Stankiewicz
- I oficer sztabu - por. Kazimierz Wyszosław Tomasik
- p.o. dowódcy 4 puł - ppłk Czesław Kozierowski
- p.o. dowódcy 13 puł - tyt. płk Rajmund Brzozowski
- p.o. dowódcy 23 puł - ppłk Aleksander Zelio
- p.o. dowódcy III dak - ppłk Stefan Trzebiński